# パイオニア
パイオニア株式会社（英: Pioneer Corporation）は、東京都文京区に本社を置く、カーナビゲーションの製造販売などを手掛ける日本の電機メーカーである。かつては、日本を代表するオーディオメーカー（東証1部上場）であった。1938年（昭和13年）創業。
2023年現在は非上場企業であり、財務諸表は非公開である。同社が公式サイトで公表している直近の連結売上高は約2685億円（2023年3月期）である。

## 概要

### 事業内容
2023年現在、カーナビゲーション（カーナビ）の大手で、日本国内ではパナソニックに次ぐ2位である。2015年までは1位だった。
個人向け製品としては、カーナビ、カーオーディオ、ドライブレコーダーなど車載機器の製造・販売を主に行っている。法人向けとしては、モビリティソリューションサービスを主力として展開している。カーナビは、自社ブランド「カロッツェリア」の他、自動車メーカーの純正カーナビへのOEM供給も行っている。2020年より独コンチネンタル社と提携し、次世代自動車CASE（Connected、Autonomous、Shared & Service、Electric）に対応した統合コックピットの開発を進めている。

### 過去に手掛けていた主な事業

#### オーディオ事業（2015年に撤退）
スピーカー製造に始まるパイオニアは、高度経済成長期から2000年頃までは「日本を代表するオーディオメーカー」の地位を有していたが、その後は次第に経営が悪化した。
プラズマテレビ事業の失敗による巨額の損失（→ #プラズマテレビで失敗）もあり、2010年代に入って経営危機に陥ったパイオニアは、自社の祖業であるオーディオ事業のほとんどを、2015年に、オーディオ事業の拡大を目指していた、パイオニアと同じく「日本を代表するオーディオメーカー」であったオンキヨー（総称）に事実上譲り渡し、オーディオ事業から撤退した。なお、オンキヨー（総称）は複雑な経緯を経て、7年後の2022年に「オンキヨーホームエンターテイメント株式会社」として破産した。
オンキヨー（総称）は破産直前の2021年に、オーディオ事業をVoxx International（Voxx）に売却した経緯から、2024年現在はVoxx子会社のPremium Audio Company（PAC）と、その子会社にあたるプレミアムオーディオカンパニーテクノロジーセンター（PACTC）がパイオニアブランドのオーディオ事業を継承している。

##### TAD（当社が創設、2007年に別法人化、オーディオ事業を継続）
パイオニアがオーディオメーカーとしての全盛期の1970年代に、「PIONEER」ブランドとは別の最高級ブランドとして創設した「TAD」（1975年創設）と「EXCLUSIVE」（1977年創設）の2つのブランド（その後「TAD」ブランドに一本化）は、最高級オーディオブランドとしての高評価が定着しており、未だパイオニアに余力があった2007年に、「TAD」ブランドは、本体である「パイオニア株式会社」とは別の法人として新規設立された「株式会社 テクニカル オーディオ デバイセズ ラボラトリーズ」（通称：TADラボラトリーズ）に移管された。
TADブランドとTADラボラトリーズは、既述したパイオニア株式会社の経営危機によるオーディオ事業からの撤退（2015年）の後も、「最高級オーディオブランドとしての高評価の維持」「独自のオーディオ事業の継続」「企業としての存続」に成功し、「全盛期のパイオニアを源流とする、日本の最高級オーディオメーカー」の地位を現在も守っている。
なお、TADラボラトリーズは、現在もパイオニアのグループ会社の1つである。

#### 地図事業（2015年に撤退）
カーナビ地図などを手掛ける地図事業（MapFan）は2021年にポラリス・キャピタル・グループに売却し、2023年現在はジオテクノロジーズとしてパイオニア本体から独立して展開している。

## 歴史

### オーディオメーカーとして創業
創業者である松本望は、アメリカ製のダイナミックスピーカーを聴いて「いつか必ず自分の手で純国産のスピーカー（ユニット）を作りたい」と志し、1937年（昭和12年）に初の純国産ダイナミックスピーカー「A-8」を自らの手で開発して「パイオニア (PIONEER)」を商標とした。1938年（昭和13年）1月に福音商会電機製作所を設立して販売を開始した。松本は後に印刷会社も興して「フクイン（旧称・福音印刷）」とし、パイオニア製品の取扱説明書やカタログを印刷して収益の独占化を図る。1961年（昭和36年）に商標であったパイオニアを社名とした。
1962年には世界初のセパレート型ステレオを発売。1960年から1970年代にかけてのオーディオブーム全盛期はサンスイ、トリオと並び「オーディオ御三家」として「サン・トリ・パイ」とも広く俗称され、オーディオファンから「スピーカーのパイオニア」として親しまれた。
1975年に車でカセットテープが聞ける世界初のカーコンポ「KP-55G」を発売。カーコンポは、1977年より「LONESOME CAR-BOY」のブランドで展開する（1986年以降は「carrozzeria」ブランド）。1984年には車でCDが聞ける世界初のカーCDプレーヤ「CDX-1」を発売。カーオーディオで他社をリードした。

### AV機器メーカーとして発展
1979年にビデオディスクの規格レーザーディスク (LD)陣営に参画し、世界初の業務用LDプレーヤーを発売。1980年代におけるビデオディスクの規格競争において、他メーカーの撤退によって一時はパイオニア一社のみとなったLD陣営を率いて圧倒的多数派のVHD連合に勝利する。
1983年に「音と光の未来をひらく」の企業スローガンを導入。LDプレーヤー、コンポ、ラジカセなどを中心に、家庭用AV機器メーカーとして飛躍を遂げた。特にラジカセ「ランナウェイ」の最上位機種「Runaway SK-900」は非常な人気を博し、アオシマから1/6プラモデルまで発売された（1980年代のバブル時代を象徴する、いわゆる「バブルラジカセ」の一つ）。
1989年、レーザーディスク普及のために設立したレーザーディスク社（Pioneer Laser Disc Company）を「パイオニアLDC」として改変。OVAやアニメソングなど自社ソフトを多展開することで、LDプレーヤーやコンポなどの自社ハードを売ることにつなげるという、メディアミックスの文字通りのパイオニアとなり、ハードのみならずアニメ、ゲーム、音楽などソフトでも大手メーカーとなった。『天地無用! 魎皇鬼』(1992年)『神秘の世界エルハザード』（1995年）『バトルアスリーテス大運動会』（1997年）の「パイオニア三部作」などOVAを中心としたメディアミックス作品でヒット作を連発し、1990年代のオタク文化を支えた。
1990年6月には「道は星に聞く」のキャッチコピーの元、「carrozzeria」ブランドで世界初の市販GPS式カーナビ「AVIC-1」を発売。カーオーディオからサテライトクルージングシステムへと進化したカロッツェリア「AVIC-1」発売後、バブル崩壊で暴落する日経平均株価を尻目にパイオニアの株価は跳ね上がり6000円を突破し、株価でみた場合はこの時期が絶頂期である。
1993年、世界初のDJ用CDプレイヤー（CDJ）「CDJ-50」を発売。この分野では、デュアルデッキやピッチ可変など機能が豊富だったデノンの製品に当初は押されていたが、CDJでありながらアナログプレーヤーのようなスクラッチ機能を搭載した「CDJ-1000」（2001年）の大ヒットによってDJ機器最大手となった。
1993年、LDゲーム機のレーザーアクティブを発売。本体だけで最低12万円という非常な高価格なうえにソフトも少なかったので一般的に普及はしなかったものの、『タイムギャル』（1995年）などゲームセンターのLDゲーム機とほぼ同じ画質でゲームが遊べるということでマニアに人気を博した。1995年にパソコン（Macintosh互換機）のMPCシリーズを発売。自社製CD-ROMドライブに加え、AV機器メーカーらしく高品質なアンプとスピーカーを搭載しているのがウリだった。
1995年、パイオニアLDCから『天地無用! 魎皇鬼』の第二期OPソングとして『ぼくはもっとパイオニア』（横山智佐）をリリース。自社規格であるLDでリリースした、自社制作のOVAに、自社の名を冠したテーマソングを載せるという、この頃にはハード・ソフト共にマルチメディアにおいて強力なブランドを確立していた。バブル崩壊で苦戦する競合の電機メーカーを尻目に業績を伸ばし、2000年には株価がバブル絶頂期に迫る5000円近くに達した。
1995年にDVDフォーラムに加盟。1996年に世界初のDVD-Video/LDのコンパチブルプレーヤー「DVL-9」、1997年に世界初のDVD-Rドライブ「DVR-S101」、同年に世界初の50インチプラズマディスプレイ、1999年に世界初のDVDレコーダー「DVR-1000」を発売した。1990年代末から2000年代にかけてはアナログからデジタルに移行できずに衰退した古参オーディオメーカーも多い中、パイオニアはこのようにAV機器のデジタル化の波を先導し、オーディオのみならず映像機器、また光ディスクメディアなどの記憶媒体においても有力メーカーの一つとなった。

### プラズマテレビで失敗
ソニー、パナソニック、日立製作所、東芝、三菱電機などの総合電機メーカーと比べると規模は小さいが、自社の得意分野への「選択と集中」を進めることで、1980年代から2000年代にかけて家庭用AV機器に関してはこれらの大手メーカーと同等以上のブランド力を持っていた。2003年にはパイオニアLDCを売却してノンコア事業とされたソフト制作から撤退、プラズマテレビを中心とするホームエレクトロニクス事業に資源を集中した。しかし、2000年代においてはプラズマテレビへの「選択と集中」が裏目に出た。
2003年、パイオニア社はそれまでオーディオの生産をしていた静岡工場をプラズマパネル工場「パイオニア・ディスプレイ・プロダクツ」に改変、また2004年には500億円でNECのプラズマ事業を買収するなど、プラズマ事業に多大な投資を行い、パイオニアは2004年にプラズマパネルの生産量で世界シェア1位となった。プラズマへの投資により2005年には800億円を超える巨額の赤字を出したものの、2006年には売上が8000億円近くに達し、売上で見た場合はこの時期が絶頂期である。しかし、プラズマにパイオニアを傾けるほどの投資を行っても、プラズマに5000億円を超える投資を行った大手のパナソニックには投資額ではかなわず、プラズマテレビが液晶テレビとの市場競争によって薄型テレビ市場から淘汰されるのを待たずに2008年に撤退。
2008年はテレビなどホームエレクトロニクス事業の不振に加え、リーマン・ショックによる世界的な景気悪化もあってカーナビ事業も不振で、合計で1300億円の赤字を出した。2004年以降に赤字が続いて経営が悪化したことから、リーマン・ショック直後の2009年に、目黒本社の不動産を売却して川崎事業所に移転し、資金創出に努めるとともに事業体制のスリム化を図った。2011年以降のカーエレの需要回復を見越してカーエレ事業に経営資源を集中する方針を取った。

### 上場廃止
2010年代以降は音楽をスマートフォンで聞く時代となり、同社がそれまで主力としていた家庭用AV機器も販売不振に陥り、キャッシュフローが悪化。2014年には、販売不振が続いた家庭用AV機器事業に加え、かなりの利益が出ていたDJ機器事業（Pioneer DJ、DJ機器の世界最大手）も今後の成長にむけた資金調達のために売却。カーナビゲーションシステムなど自動車関連に特化した電機メーカーとして自主再建を模索したが、スマホの普及などによりカーナビの売り上げが鈍化。
2018年、香港の企業再生ファンドのファンドであるベアリング・プライベート・エクイティ・アジア (BPEA) の傘下に入り、2019年3月に完全子会社化された。同時に上場廃止。

### 経営再建
2019年に社内カンパニー制を導入し、データソリューション事業を担う「モビリティサービスカンパニー」と、市販事業とOEM事業を担う「モビリティプロダクトカンパニー」の2社を新設。2020年3月期に黒字化し、2021年には経営再建の完了を宣言。ソリューションサービス企業へと変革し、再上場を目指している。
2025年、台湾ディスプレイ大手の群創光電（イノラックス）グループ傘下の車載ディスプレイメーカーであるCarUX（カーユーエックス）へ売却（2025年中に取引完了）されることになった。

## 沿革

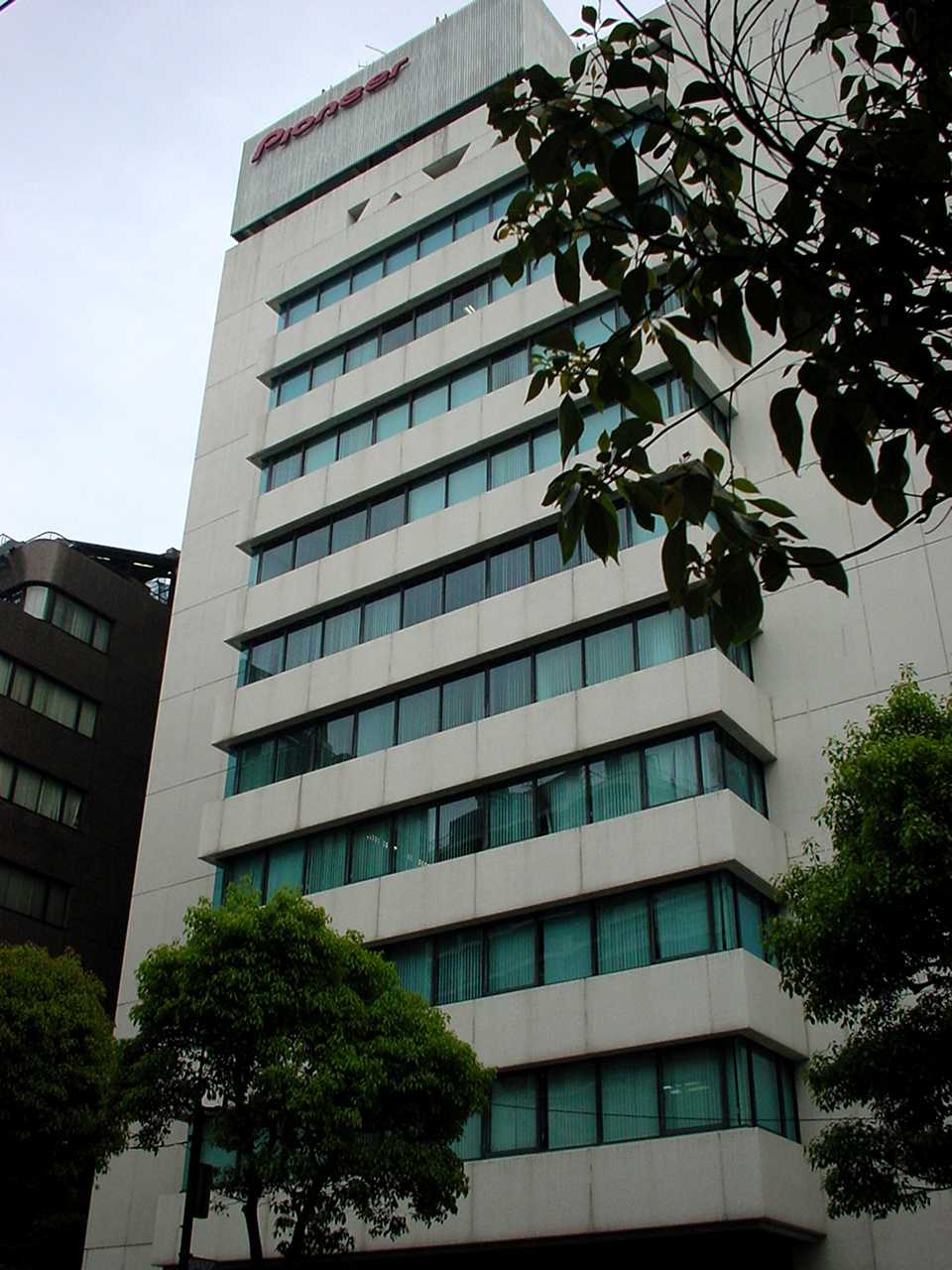
2009年までの本社ビル（東京都目黒区）

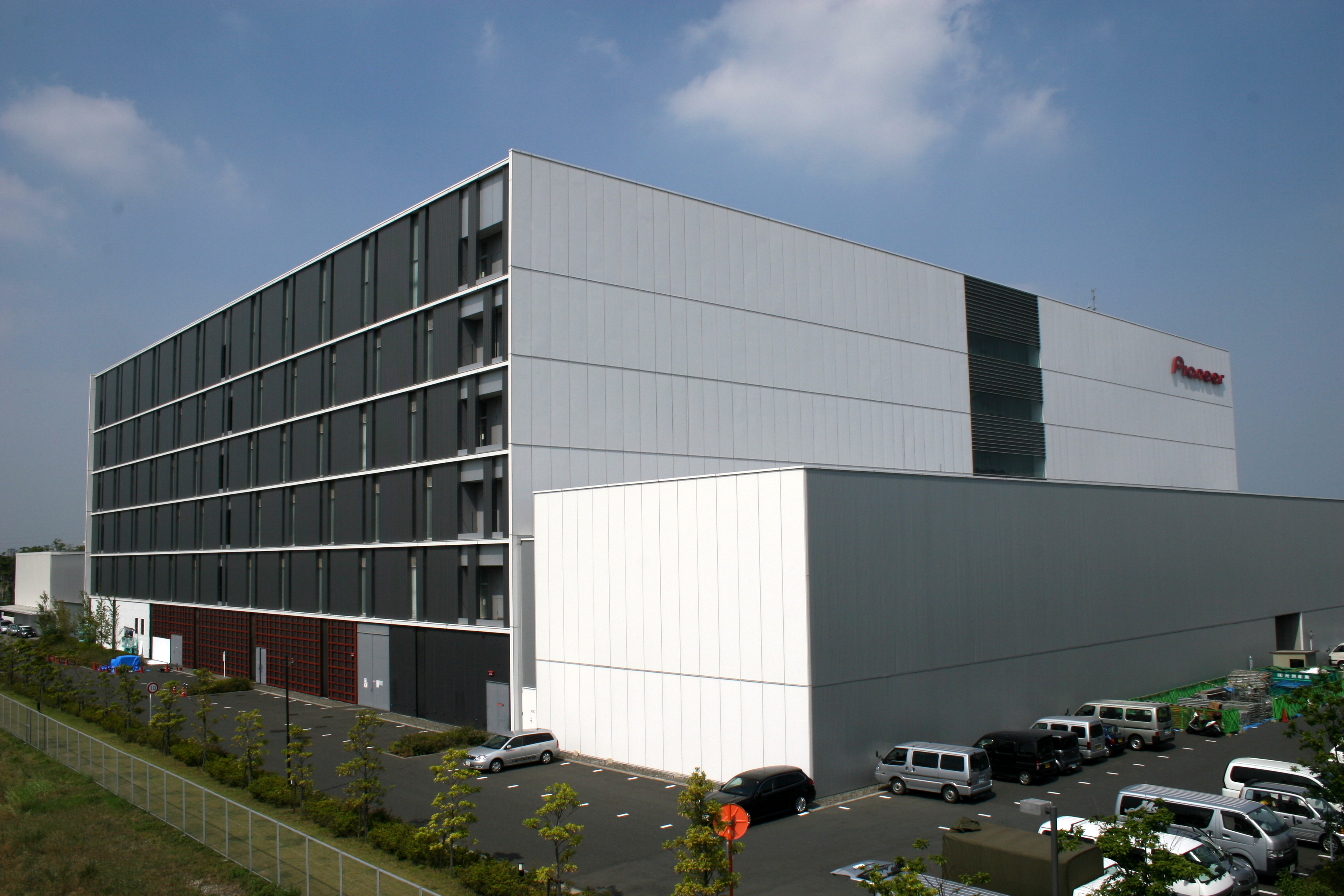
2009年から2016年までの本社（川崎市幸区）

二代目ロゴマーク（1969年 - 1998年）

- 1938年（昭和13年）1月1日 - 福音商会電機製作所として東京府東京市品川区大崎で創業。日本国産初のダイナミックスピーカーユニット「A-8」を発売。
- 1940年（昭和15年）1月 - 東京府東京市小石川区（現在の東京都文京区）音羽９丁目に移転し、音羽工場開設
- 1944年（昭和19年）5月 - 音羽6丁目へ本社・工場を移転
- 1947年（昭和22年）5月8日 - 福音電機株式会社設立（会社組織化）。
- 1946年（昭和21年）12月 - 電気抵抗を示す「オーム」と「音叉」を組み合わせたパイオニアマークを商標登録
- 1952年（昭和27年）12月 - 東京都新宿区下落合に菓子工場を買収して落合工場開設
- 1957年（昭和32年）9月 - 東京都文京区に巣鴨工場開設
- 1958年（昭和33年）8月 -東京都大田区に大森工場開設
- 1960年（昭和35年）8月 - 埼玉県所沢市に所沢工場開設
- 1961年（昭和36年）6月 - パイオニア株式会社に商号を変更。これと同時にロゴマーク (CI) を変更。当初はオーディオ専業であった。
- 1962年（昭和37年） - 世界初、セパレートステレオ発売。
- 1963年（昭和38年） - 北米でカーステレオを発売開始。
- 1964年（昭和39年）
  - 7月 - 欧州、および中南米諸国への販売を目的とする「パイオニア・インターナショナル」を設立。
  - 11月 - 本社を東京都文京区音羽から大田区大森西四丁目に本社を移転。
- 1965年（昭和40年）10月 - 首都高速5号線建設の為に音羽工場閉鎖
- 1966年（昭和41年） - 日本国内でカーステレオを発売開始。
  - 8月 - 山形県天童市に東北パイオニア株式会社を設立
- 1967年（昭和42年）12月 - 創業30周年を機に「パイオニア音楽鑑賞境域振興会」を設立。
- 1968年（昭和43年）2月 - 東京証券取引所市場第2部銘柄から第1部銘柄へ指定替え。
- 1969年（昭和44年）9月 - ロゴマークを変更する。製品へ採用は1970年1月以降に発売された製品より実施。
- 1970年（昭和45年） - 米国ワーナーブラザース・レコード（のちの米国ワーナー・レコード）、渡辺プロダクションとの合弁会社、ワーナーブラザーズ・パイオニア（のちのワーナー・パイオニア → ワーナーミュージック・ジャパン）を設立。
- 1971年（昭和46年）
  - 1月 - 同社初のコンパクトカセット方式によるステレオカセットデッキ「T-3300」発売。
  - 3月 - 同社初の4チャンネルステレオ再生用ステレオアンプ「QA-80」「QM-80」「QC-80」発売。
- 1974年（昭和49年） - 本社を東京都目黒区の自社ビルへ移転。売却後、建て替えられて新目黒東急ビルとなった。社屋は目黒区と品川区にかけて位置した。
- 1975年（昭和50年） - 世界初、コンポーネントカーステレオを発売。
- 1979年（昭和54年）
  - 2月 - 同社初のメタルポジション録再対応ステレオカセットデッキ「CT-600M」発売。
  - 5月 - 世界初のリボンセンダストヘッドを録音/再生コンビネーションヘッドに採用した3ヘッドタイプの高級カセットデッキ「CT-A1」（価格23万円(当時)）発売。
  - 10月 - 録再オートリバース機としては業界初となるメタルポジション録再対応ステレオカセットデッキ「CT-620」発売。
- 1980年代 - レーザーディスクを展開し映像分野に進出し、のちにCD-ROMなどのデバイスも手がける。
- 1980年（昭和55年）1月 - 「山梨パイオニア株式会社」を設立。
- 1981年（昭和56年） - LDソフトの製作子会社レーザーディスク株式会社を設立。
- 1982年（昭和57年） - 「音と光の未来をひらく」をキャッチフレーズとする。
- 1983年（昭和58年） - 世界初の半導体レーザーを使用した家庭用LDプレーヤー、LD-7000を発売[注 5][12]。
- 1984年（昭和59年） - 世界初、CD、LD両方の再生が可能なLD/CDコンパチブルプレーヤー発売[12][注 6]。
- 1986年（昭和61年） - 静止画やコマ送りなどの特殊再生をデジタルメモリの搭載によって可能にした、フルアナログ処理のLDプレーヤーとしての最高級機である、LD-S1を発売[12]。
- 1987年（昭和62年） - カーオーディオ用ブランドを「ロンサム・カーボーイ（Lonesome Car-boy）」から「カロッツェリア（carrozzeria）」に名称変更。
- 1988年（昭和63年）
  - 1月1日 - 創業半世紀（50周年）。
  - パリ - ダカール・ラリーへ協賛を開始（ -1991年）
- 1989年（平成元年） - レーザーディスク社をパイオニアLDCに改組。
- 1990年（平成2年）
  - ワーナー・パイオニアから資本撤退。
  - 市販品として世界で初めてGPSカーナビゲーションシステム発売。
- 1992年（平成4年） - 民生用では世界初の96kHz/16bit・ハイサンプリング対応DATレコーダー「D-07」（価格14万円（当時・税別））発売。
- 1993年（平成5年） 
  - - バブル崩壊と円高による不況が深刻化する中、 50 歳以上の管理職 330 人のうち 35 人に対し早期退職勧告（事実上の指名解雇）を行う。当時終身雇用が当たり前だった日本社会で大きく報道され、「パイオニア・ショック」と呼ばれる。
  - - レーザーアクティブ発売
  - - 埼玉県鶴ヶ島市の富士見工業団地内に総合研究所新棟完成[13]。2009年に閉鎖後、明治が建物を取得し、2012年菓子開発研究所を移転して使用[14]。
- 1994年（平成6年） - 96 kHz/16bit・ハイサンプリング対応の民生用普及型DATレコーダー「D-05」（価格7万5千円〈当時・税別〉）発売。発売直後、同機は後に民生用据置型DATレコーダーとしてロングセラーモデルとなった（2001年3月に販売終了）。
  - 5月1日 - デジタル地図事業の子会社インクリメントP株式会社を設立。
- 1995年（平成7年） - Macintosh互換機発売。
- 1996年（平成8年） - DVDプレーヤーおよび世界初の家庭用DVD/LD/CDコンパチブルプレーヤー発売。
- 1997年（平成9年） - ハイビジョン対応プラズマディスプレイシステム（価格250万円（当時・税別））・世界初、DVDカーナビゲーションシステム発売。
- 1998年（平成10年）
  - 8月 - 創業60周年（ ← 同年1月1日）に伴い、ロゴマークを現在のものに変更（変更後に発売された製品でも一部旧ロゴが使われた製品もあったが、これらの製品も順次新ロゴに変更された）。
- 1999年（平成11年） 
  - 6月29日 - 英語の社名を“PIONEER ELECTRONIC CORPORATION”から"PIONEER CORPORATION"に変更[15]。
  - 12月 - 世界初、DVD-RWフォーマット対応DVDレコーダー発売（価格25万円（当時・税別））。
- 2001年（平成13年） - 世界統一ブランドスローガン“sound.vision.soul”導入（2008年（平成20年）3月31日まで）。
- 2001年（平成13年） - 業界初（車載機器として）『ミュージックサーバー機能』搭載HDD（ハードディスクドライブ）カーナビゲーションシステム発売。
- 2003年（平成15年） - パイオニアLDCの株式を電通に売却。のちにNBCユニバーサルに売却、ジェネオン・ユニバーサル・エンターテイメントジャパンを経てNBCユニバーサル・エンターテイメントジャパン合同会社に改称。
- 2004年（平成16年） - 日本電気から、プラズマディスプレイ事業（NECプラズマディスプレイ株式会社）を買収、パイオニアプラズマディスプレイ株式会社としてパイオニアグループに組み込む。
- 2007年（平成19年）
- 4月 - 所沢工場閉鎖
  - 6月 - 東北パイオニアに対し、株式公開買い付け (TOB) を実施。
  - シャープと資本業務提携。第三者増資でシャープが14%保有し筆頭株主になる。
- 2008年（平成20年） - プラズマパネルの自社生産から撤退。組み立ては継続し、パネルはパナソニックから調達する。
- 2009年（平成21年）
  - 3月 - プラズマテレビの開発、生産から完全撤退を発表。
  - 5月 - 本田技研工業に第三者増資により資本提携。ホンダが第2位の大株主となる予定。
  - 11月 - シャープと合弁会社「パイオニアデジタルデザインアンドマニュファクチャリング株式会社」を設立し、光学ドライブ事業を移管[16][17][18][19]。
  - 11月24日 - 本社を東京都目黒区目黒一丁目4番1号から川崎市幸区新小倉1番1号に移転[20]。登記上の本店は2010年6月25日の定款変更を経て同地に移転[21]。
- 2010年（平成22年）
  - 2月9日 - 三菱化学と有機EL照明に関する業務・資本提携することで合意、同社へ第三者割当による新株式発行することを発表[22]。三菱電機とカーナビ分野で業務提携を強化し、同社へ第三者割当による新株式発行することを発表した[23]。
  - 3月15日 - 新卒採用中止を決定・発表[24]。
- 2011年（平成23年）
  - 6月21日 - ストリートファッション、ストリートダンサー向けのカルチャーブランド「STEEZ」（スティーズ）を発足[25]。
- 2013年（平成25年）
  - 5月13日 - 株式会社NTTドコモと資本業務提携、および第三者割当による新株式発行を発表した[26]。
  - 7月1日 - ホームAV事業をパイオニアマーケティング株式会社に統合し、パイオニアホームエレクトロニクス株式会社 (PHE) へ商号変更。
  - 9月 - 次世代オートアフタービジネス研究会を株式会社NTTドコモ、並びに株式会社オートバックスセブン、他と設立。
  - 12月 - カーライフ支援サービス「ドコモ ドラブネットインフォ」を株式会社NTTドコモと共同開発（ドコモのサービスとして提供開始）。
- 2014年（平成26年）
  - 3月 - 株式会社資生堂専用「メーク用有機EL照明」を製品化、並びに世界初の発光層塗布型の有機EL照明モジュールの量産出荷を開始。
  - 8月28日 - シャープとの資本提携を解消[27]。
  - 9月10日 - PHEはオンキヨーの吸収合併・経営統合を発表し、オンキヨーの保有株式を14.95%取得して第3位株主となり、経営に不関与の方針を発表する。
  - 11月7日 - オンキヨーと経営統合の形態変更を発表する。パイオニアのヘッドホン事業を吸収分割によりPHEが承継し、オンキヨーが第三者割当により発行する株式（総議決権数の14.95%）をパイオニアが引き受け、パイオニアが保有するPHEの全株式をオンキヨーに譲渡する。2015年7月1日にPHEがオンキヨーのAV事業を吸収分割によって承継する[28]。
- 2015年（平成27年）
  - 1月 - 業務用車両向けテレマティクスサービス「ビークルアシスト」の提供を開始する。
  - 3月2日 - ホームAV事業、電話機事業、ヘッドフォン関連事業を担う子会社PHEをオンキヨーへ譲渡し、商号をオンキヨー&パイオニア株式会社に変更して両社のホームAV事業を継承する[29][30]。販売を手がけるオンキヨーマーケティングジャパンは商号を「オンキヨー&パイオニアマーケティングジャパン株式会社」に変更する。DJ機器事業の「プロSV事業部」を世界有数の投資ファンドKKRへ事業譲渡し、「Pioneer DJ株式会社」[注 7] が発足する。
  - 6月 - 東京海上日動火災保険株式会社とテレマティクスサービス事業で協業する。
- 2016年（平成28年）
  - 3月7日 - 東京都文京区本駒込二丁目28番8号の文京グリーンコートへ移転[31]。
  - 11月 - 既販売車に搭載可能な先進運転支援システム「Intelligent Pilot」を開発。
  - 12月 - ドライバーの眠気を検知して改善する「ドライバーモニタリングシステム」を開発。医療用電子聴診器の出荷を開始。
- 2017年（平成29年）
  - 8月31日 - みちのりホールディングスと、路線バスの自動運転化に関する技術開発に向けて共同で実証実験を実施することに合意[32]。
- 2018年（平成30年）
  - 1月1日 - 創業80周年。
  - 6月 - ハイエンドオーディオ カーナビ 「サイバーナビ Xシリーズ」を発売。
  - 9月 - 計測距離が異なるMEMSミラー方式の「3D-LiDARセンサー」の提供を開始。呼気アセトン計測用の光バイオ方式センサモジュールを東京医科歯科大学と共同開発
  - 12月7日 - 香港の投資ファンドベアリング・プライベート・エクイティ・アジア（BPEA）の出資を受け入れ、同投資ファンドの完全子会社になることを決めたと発表[33][34]。第三者割当増資による払い込み金額は1株50円で、既存株主に対する株の買い取り価格は66.1円と発表された為、7日の終値で88円あった株価はその後一気に売り込まれる事となった[35]。
- 2019年（平成31年）
  - 1月25日 - 臨時株主総会にてBPEAの完全子会社となる案が全会一致で可決[35]。
  - 3月8日 - BPEAの子会社であるWolfcrest Limitedに対する第三者割当増資を実施し、Wolfcrest Limitedの子会社となる[36]。
  - 3月27日 - 東京証券取引所第一部上場廃止[37]。
  - 3月31日 - 株式併合により、Wolfcrest Limitedの完全子会社となる[36]。
  - 4月 - キヤノン株式会社との「3D-LiDARセンサー」共同開発を発表。
- 2020年（令和2年） 自動車用統合コックピットの開発で、ドイツのコンチネンタル社と戦略的パートナーシップを締結。
- 2021年（令和3年）
  - 3月10日 - 100%子会社であるインクリメント・ピーを、PIPホールディングス(株)に譲渡する契約を締結[38]。同年6月1日譲渡を実行し、インクリメント・ピーは子会社ではなくなる。
- 2022年（令和4年）
  - 5月13日 - 当時パイオニアブランドを展開していたオンキヨーホームエンターテイメントが事業停止。家庭用AV機器におけるパイオニアブランドが一時的に停止するが、同社からホームAV事業を引き継いだ米国PREMIUM AUDIO COMPANY社傘下のオンキヨーテクノロジー（現：プレミアムオーディオカンパニーテクノロジーセンター）によって再開される[39]。
- 2025年（令和7年）
  - 4月30日 - 子会社「パイオニアデジタルデザインアンドマニュファクチャリング株式会社」を中国の「山西光鏈科技産業発展有限公司」へ譲渡し、長年に続いた光ディスク関連事業から撤退した[40]。

## 事業所
- 本社 東京都文京区本駒込文京グリーンコート
- 川越事業所 埼玉県川越市山田

### 本社移転
構造改革の一環として、2009年11月に本社機能を東京都目黒区から神奈川県川崎市の川崎事業所へ移転し、目黒旧本社は2010年7月に88億円で売却された。
2015年10月に、経営体制のスリム化を目的として川崎の本社不動産を売却し、本社を再度東京へ移転することを発表した。2016年3月7日に東京都文京区の文京グリーンコートへ移転した。文京区が本社となるのは1964年以来、およそ52年ぶりである。

## 事業展開
2000年代半ばにかけ、ホームエレクトロニクス事業としてPDP（プラズマテレビ）、DVDレコーダー、PC用DVDマルチドライブ、Blu-ray Discプレイヤー、PC用BDマルチドライブなどを手がけた。「カロッツェリア」ブランドで車載用AV機器（カーナビゲーション、カーオーディオ）を展開している。これらホームエレクトロニクスおよびカーエレクトロニクス事業が売上の2本柱であり、2006年（平成18年）3月期の売上はそれぞれ3,546億円、3,305億円で合計して90%以上を占めていた。
しかし、その後の経営危機により、ディスプレイ事業からは撤退、光ディスク事業はシャープとの合弁とし（それぞれ後述）、2013年3月期においてはカーエレクトロニクスが3,126億円、ホームエレクトロニクスが959億円と、カーエレクトロニクス事業に経営資源をシフトさせた。

### オーディオ機器

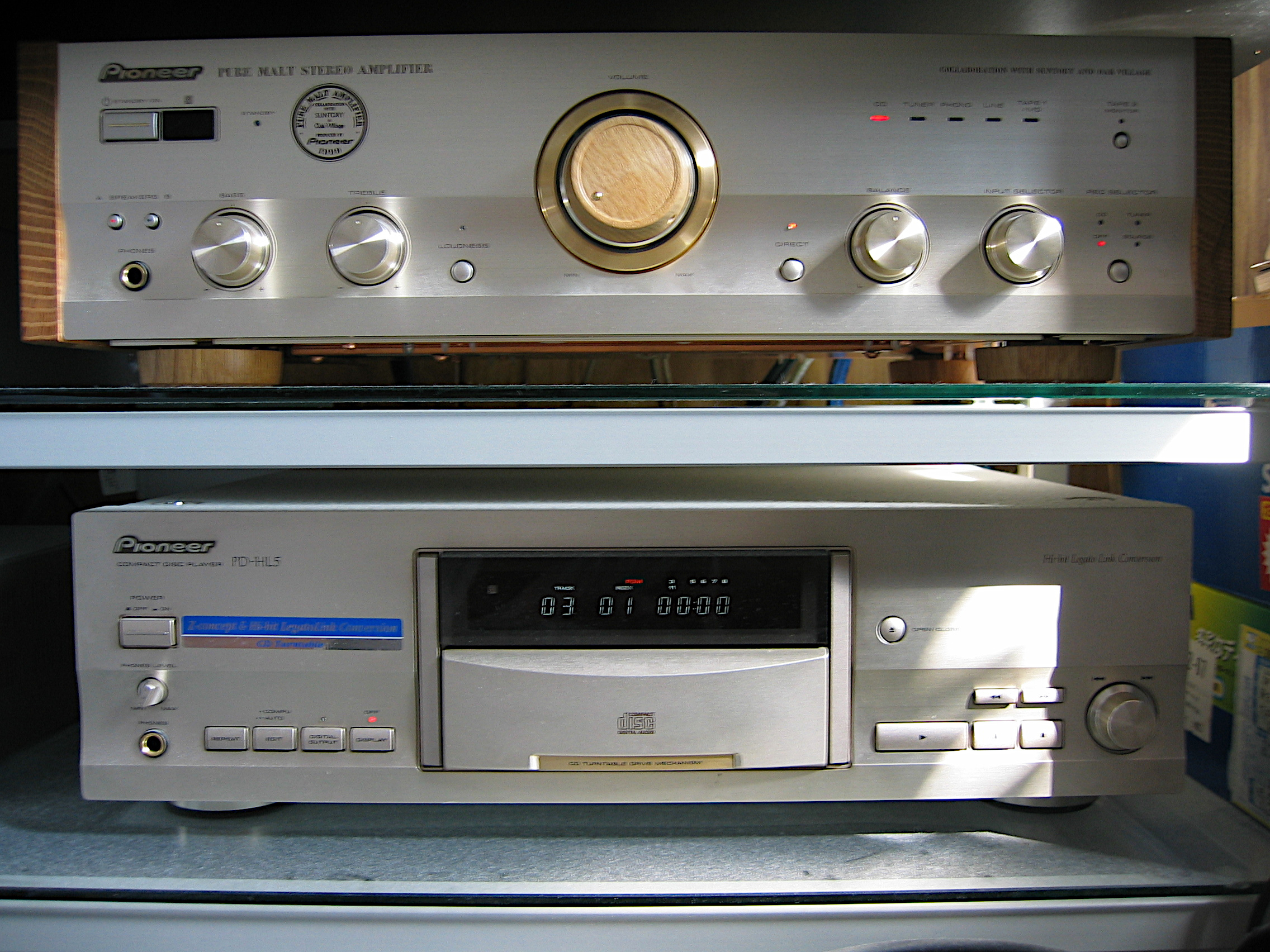
パイオニアのプリメインアンプA-D5a-PMとCDプレーヤーPD-HL5

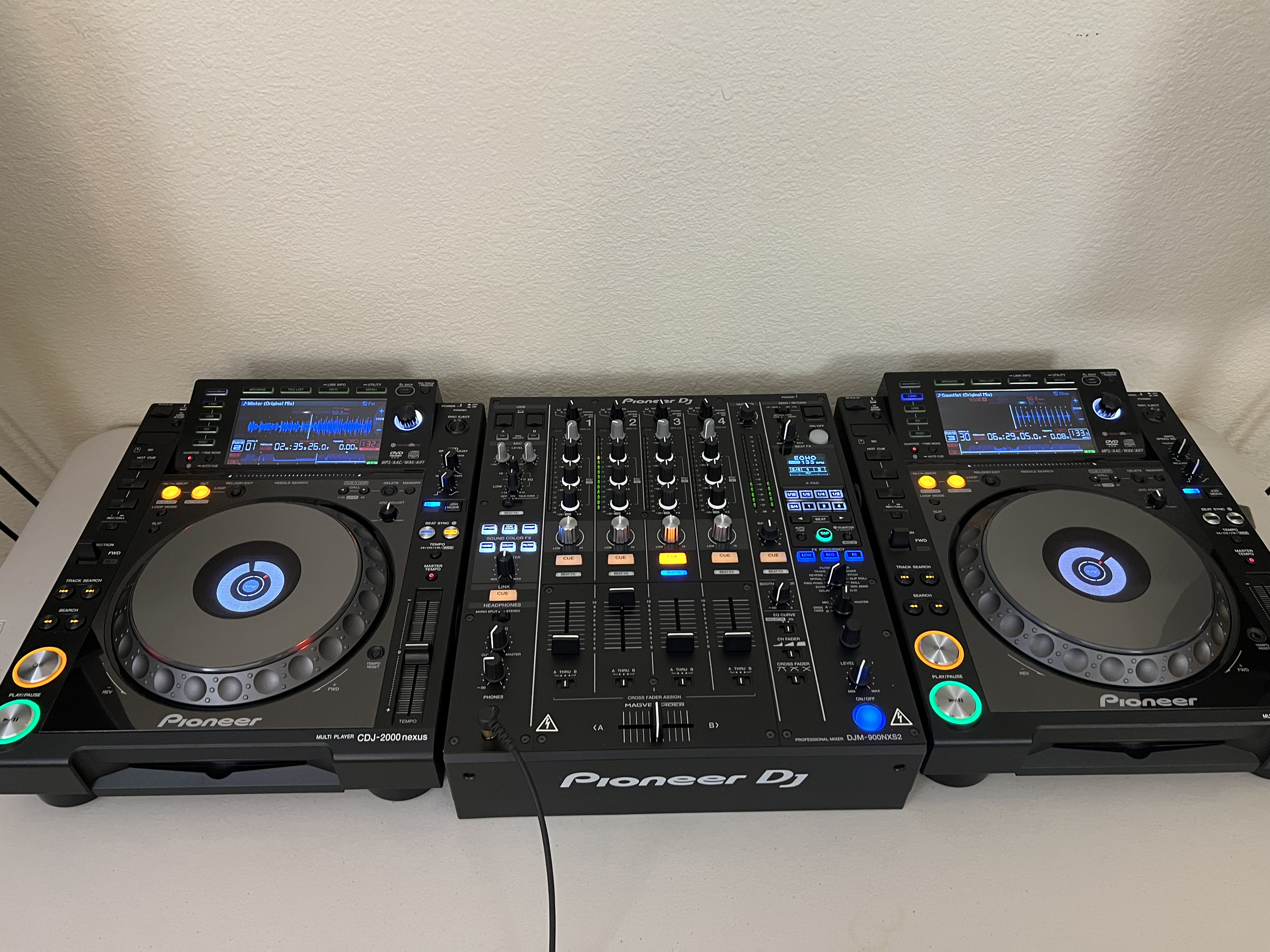
DJ用CDプレーヤー&ミキサー
CDJ-2000 Nexus & DJM-900

プロフェッショナル向けオーディオブランドとして、TAD (Technical Audio Devices) を持ち、多くのスタジオにモニタースピーカーなどを納入している。一般向け高級オーディオブランド Exclusiveと並び、オーディオマニアに著名である。欧米市場では1970年代初頭までCENTREXというブランド名が使われた。日本国内ではパイオニアブランドのみ展開する。
家庭用オーディオ機器でも、中-高級品の価格帯で強い販売力を維持していたが、1980年代に「プライベート」ブランドで他社に先駆けて小型コンポを投入。若者をターゲットにすることでシェアを伸ばした。1990年ごろまでは、アナログディスクプレーヤー、アンプ、チューナー、スピーカー、アナログカセットデッキ、DATデッキ（生録用の可搬型モデル「D-C88」を含む）、MDデッキ（ただしポータブルタイプ及び一部のミニコンポ用はシャープのOEM）、CDレコーダーなど、ほぼ全種類の民生用オーディオ機器を生産していたが、バブル崩壊により他のメーカーと同様に大きく販売を落とし、生産機種の大幅な整理を行った。
AV機器を含むホームオーディオ機器事業は、先述の通り2013年7月1日から2015年3月1日までは同社の完全子会社（当時）のパイオニアホームエレクトロニクスが取り扱っていたが、2015年3月2日よりオンキヨーの完全子会社のオンキヨー&パイオニア（2020年10月1日付をもって親会社のオンキヨー（旧法人、存続会社）に吸収合併される形でオンキヨーホームエンターテイメントへ社名変更、ならびに法人消滅）が取り扱うこととなったが、2019年12月より全世界で発生しているコロナ禍の影響による業績悪化を理由に2022年5月13日付でオンキヨーホームエンターテイメントが経営破綻。これによりカーオーディオとPC用デスクトップマルチメディアオーディオを除く純粋なオーディオブランドとしてのパイオニアは、2022年7月20日に（かつてパイオニアやオンキヨー〈2代目〉と資本提携していた）ティアックが米国プレミアム・オーディオ・カンパニー社 (PAC) と代理店契約を締結したことを発表。その後、2022年10月以降を目途にオンキヨーブランドと共に（日本市場向け）ドルビーアトモス対応高級AVアンプが投入される予定であることが明らかとなった。このほか、2021年度まで旧OPC時代を含むOHEから製造・発売されていた一部のパイオニアブランド・オンキヨーブランド・インテグラブランド等の各種AV製品の修理等のサポートもティアックが担当することとなった。

### 車載機器

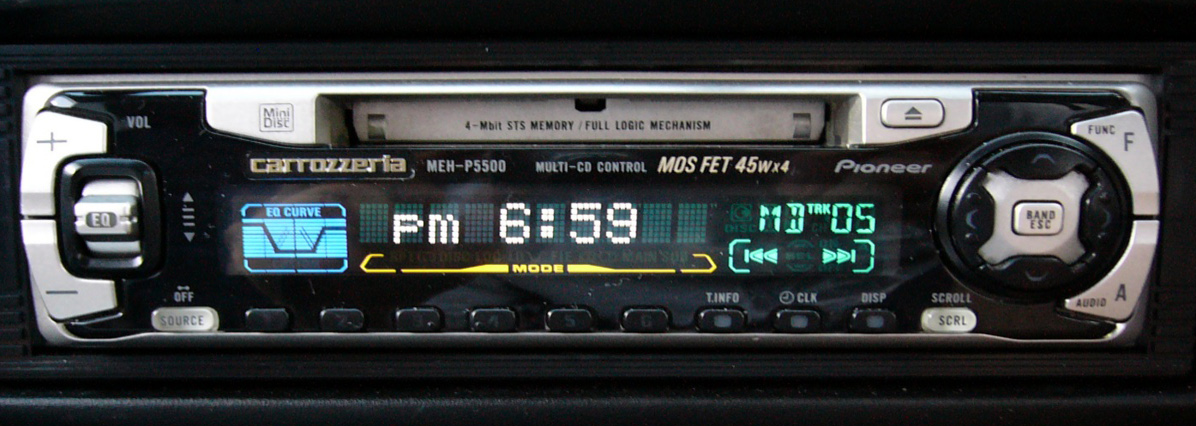
カロッツェリア
MEM-P5500

車載用のオーディオとしては、1975年11月に世界初のコンポーネントカーステレオを発売し、市場占有率を伸ばした（日本初のカーラジオ（1948年）、カーステレオ（1963年）はクラリオンが先に開発・発売）。1970年代末に発売されたフェラーリ・512BBでは、純正カーステレオに採用されており、後にF1フェラーリチームへスポンサー参加するきっかけとなっている。
日本車への純正カーオーディオの供給も盛んであり、日本国内全メーカーへ供給経験がある。日本車では、日産自動車、三菱自動車、マツダ、SUBARU、ダイハツ工業、スズキにラインナップ されている。配線は各社用に加工されており、2000年代前半までの機種では、最大出力を落とすなどの配慮もなされた。
パイオニア/カロッツェリアともに、オーディオ、カーナビゲーション、スピーカー、ウーファーの型番の最後にZy、ZZと入る場合は純正オプションであることを表している。
その後、GPS搭載の世界初カーナビゲーションシステムを開発した。その後、DVD搭載型、HDD搭載型を開発し、カーコンポーネント事業で世界トップの技術とシェアを持つ企業に成長した。

#### 渋滞情報
ユーザーから走行情報を収集し、渋滞情報を作成してユーザーに提供する「スマートループ渋滞情報」があり、パイオニア製品だけでなく、他社製品でも利用できる。

### 光ディスク
CD、LD、MD、DVD、BDなどの規格に関わった光ディスク関連製品の老舗として知られていたが、2025年4月に撤退した。

#### レーザーディスク

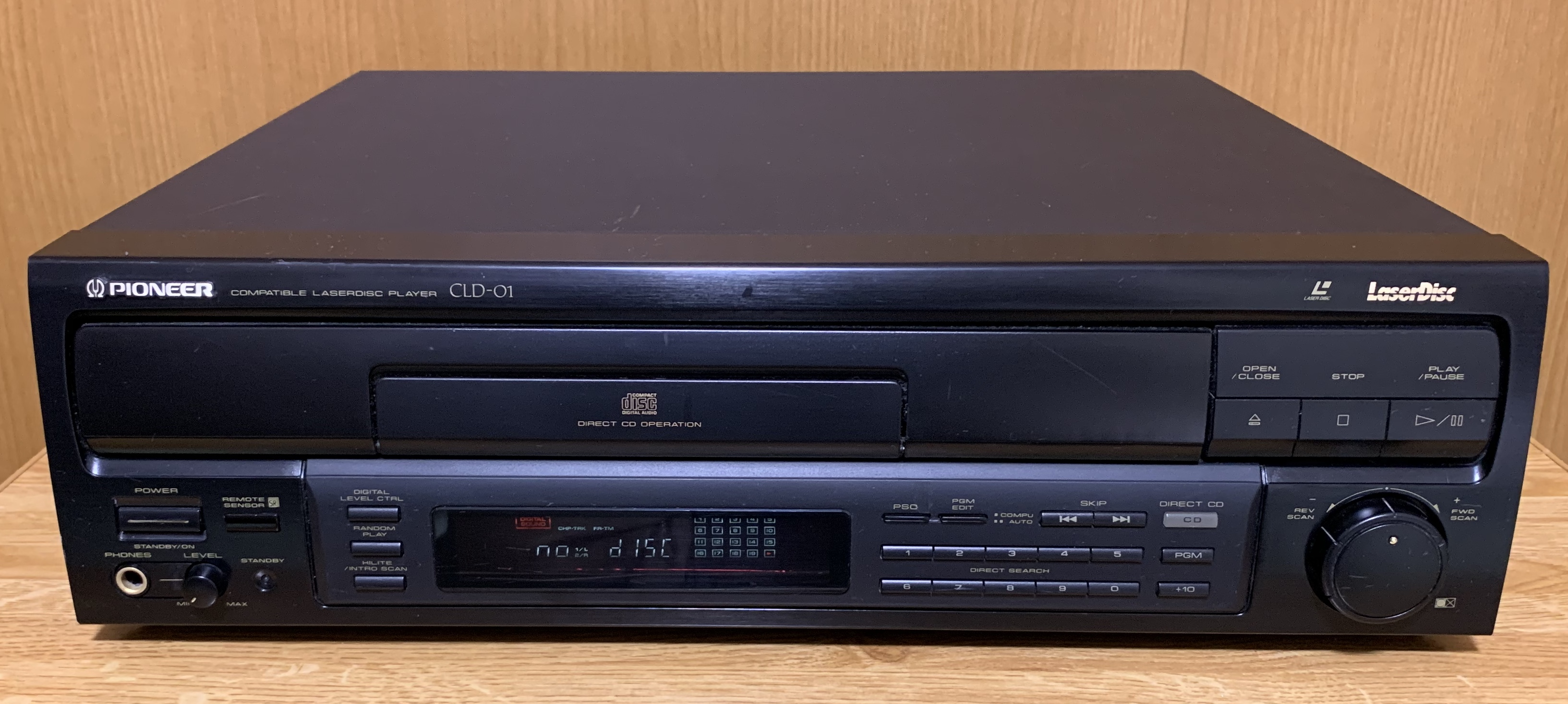
レーザーディスクプレーヤー
CLD-01（1992年）

日本ではレーザーディスクの盟主としても知られており、日本ビクター（現・JVCケンウッド）の開発したVHDに日本国内の主要電機メーカーのほとんどが賛同した不利な状況にもかかわらず、当時の社長で「パイオニア中興の祖」とされる石塚庸三が、創業者・松本望をはじめとする社内の反対派を押し切り、販売導入に漕ぎ着けた。
初期は一時的な販売不振に陥ったが、最終的にレーザーディスクがシェア争いに勝利した。その過程で商品化された「絵の出るレコード」レーザーディスク・カラオケはバブル期に一世を風靡、パイオニアのドル箱事業に成長し、会社の屋台骨を支えた。カラオケ以外の娯楽分野では100円を入れてビデオクリップを見る「Laser Jukebox」や Visualに特化したゲーム用「Laser Active」があった。レーザーディスクのランダムアクセス機能を活用した業務用機器も多数開発され、全世界の博物館や企業で映像送出用機器として使用された。
米国では小中学校向けの視聴覚教材として採用され、Apple Computerとの協業で全米の学校に普及が進み、Appleとの関係が構築された。その後も、DVD-RやDVD-RWを開発するなど、光ディスク事業においても技術力を保持し続けていた。
DVD普及後、レーザーディスク事業はプレーヤーの少量生産のみで実質撤退していたが、2009年（平成21年）1月、LDプレーヤーの生産も終了した。

#### DVDレコーダー
民生用DVDレコーダーを世界で最初に発売したメーカーであり、パナソニックや東芝と共に旧御三家の一つであった。当時は画質・音質のこだわりや充実した編集機能により一定の支持を受けていたが、後の低価格化競争によって利益を圧迫する状態が続いた。
2006年（平成18年）6月にDVDレコーダーの新規開発を中止すると報道されたが否定した。2007年（平成19年）は新機種が発売されないまま既存モデルが相次いで生産終了し、2008年4月に発表されたモデルはシャープからのOEMとなった。以後に新製品の発売は無く、事実上完全撤退する。

#### DVD/Blu-ray マルチドライブユニット
DVDメディアの製造販売からは早期に撤退し、DVD業界におけるパイオニアの功績は高い技術力を反映したPC用DVDマルチドライブにあった。DVDマルチドライブ黎明期から高性能なドライブを発売すると共に廉価普及版も投入し、DVDドライブのスタンダードとなった。パソコン周辺機器メーカーのバッファローやロジテック、アイ・オー・データ向けに、DVDドライブをOEM納入している。
パイオニア製ドライブの書き込み品質の高さは、ドライブ自体の高性能さと併せ、ディスク（特に太陽誘電が製造及びOEM供給したDVD-Rディスク）との相性の良さがあったからといわれる。だが、2007年、DVR-A12シリーズでピックアップの不具合によるリコールを招いた。以前より、本件はユーザーの間では話題になっており、対応の遅さが批判を浴びた。同時期に光ディスクドライブ市場の急激な価格低下に苦しみ、2007年9月、パイオニアはシャープと資本業務提携を行い、合弁会社「パイオニアデジタルデザインアンドマニュファクチャリング株式会社」を設立した。
Blu-ray DiscではHD DVDと規格争いした頃からBD陣営に属し、最も初期からドライブの出荷を開始したメーカーの一つである。OEM向けのBDマルチドライブユニットの生産量、および供給量 のシェアとしては2021年（令和3年）時点で日立LGデータストレージやパナソニックに次ぐ大手のメーカーとなっている。

#### 撤退
光ディスク関連市場の急速な衰退を受け、パイオニアとシャープの資本提携は2014年8月に解消され、さらに2024年3月にシャープが合併会社から撤退し、パイオニアデジタルデザインアンドマニュファクチャリングはパイオニア単独の子会社となった。そしてパイオニアも遂に2025年4月にパイオニアデジタルデザインアンドマニュファクチャリングを中国の山西光鏈科技産業発展有限公司に売却し、同事業から完全撤退した。

### 民生用テレビ
ディスプレイ分野では、レーザーディスクやBeta hi-fi式ビデオデッキ Hi-Vista（ソニーからパイオニア仕様にカスタマイズされたOEM）などのAV製品と共にCRT方式のコンポビジュアルシステム「SEEDシリーズ」で家庭用モニター市場に参入。同社オーディオ機器とのデザイン統合性、チューナーやテレビゲームパックなどの拡張ユニットにより、他社との差別化を図った。
CRT方式のリアプロジェクションテレビ（パネルは他社製）を日本国外向けに販売するなど大きなシェアは持っていなかったが、1997年（平成9年）12月に世界初の民生用高精細50インチ型ワイドプラズマテレビを発売した（42型ワイドプラズマテレビは同年11月に富士通ゼネラルが世界で初めて発売）。パネルの自社生産可能な日本メーカーの一つで（チューナーは他社からOEM）、擬似輪郭や消費電力などプラズマテレビの弱点を克服した独自の映像技術や、祖業のオーディオ技術を搭載した高音質も高く評価された。かつては43V型と50V型のみを製造したが、NECプラズマディスプレイの買収により、61V型をラインナップに加えた。
先行メーカーとして多数の関連特許を取得し、2006年にサムスン電子のディスプレイが、アメリカ国内で申請した2件の特許に抵触しているとして、テキサス州東部地区連邦地方裁判所へ提訴する。基本的特許として2008年10月29日の判決で合計5900万ドルの損害賠償を得る。
日本国内では液晶テレビの低価格化に圧され、2007年（平成19年）8月から高級路線に特化した新ブランド「KURO」を展開。深い黒の表現映像は、愛好者をうならせたが、ライバルの松下電器産業にはシェアで及ばず、2008年（平成20年）3月7日にプラズマパネルの自社生産の中止を発表した。ならびにPDP技術者の大半をパナソニックのPDP部門へ転籍させ、パナソニックからパネルを調達し、組立と自社ブランド販売のみに専念する予定を発表した。世界金融危機による世界経済の急激な落ち込みを受けて、2009年2月12日にディスプレイ事業からの撤退を発表した。2008年にシャープから液晶パネルの供給を受けて自社ブランドの液晶テレビ参入を予定したが、実現しないままディスプレイ事業撤退した。
パイオニアは、有機ELディスプレイも古くから研究開発し、カーオーディオの照明や液晶のバックライト、携帯電話の背面、カーオーディオの単色ディスプレイ用などで既に製品化している。2005年（平成17年）に京都大学、三菱化学、ロームと共にフレキシブルな有機ELディスプレイの試作に成功した。2017年にコニカミノルタと合弁企業（コニカミノルタパイオニアOLED）を立ち上げ、照明分野への活用も模索したが、2019年に合弁を解消した。合弁解消後は、コニカミノルタが事業を継承した。
2016年現在も一部中国市場で発売されている同社ブランドの液晶テレビ、スマートフォン、デジタルカメラなどは、販売店に対する商標ライセンス貸与に伴う中国メーカー製造品であり、メーカーとしてのパイオニアとはブランド以外の関わりは一切ない。

### 電話機
1970年代からアンサホンの商品名で留守番電話を開発して製造する。1980年代に、無線機器の技術を応用して家庭用コードレス電話機の製造へ進出、シェアを伸ばした。電話機事業は、パイオニアが出資し、後に完全子会社となったパイオニアコミュニケーションズが承継した後、同社を吸収合併したパイオニアホームエレクトロニクス→オンキヨー&パイオニアを経て、2020年10月よりオンキヨーホームエンターテイメントが取り扱っていたが、こちらも先述の通りオンキヨーホームエンターテイメントの経営破綻に伴い停止する。
1990年代にDDIセルラーグループ（セルラー、現・KDDI/沖縄セルラー電話連合（各auブランド））および日本移動通信（IDO、現・KDDI（auブランド））、J-PHONE（デジタルツーカー向けを含む。現・SoftBank）向けに携帯電話機の供給も行っていた。特に携帯初の全面タッチパネル式のDP-211は、付属のペンで手書き入力も可能で、オプションのカーオーディオに取り付ければハンズフリーにも対応する時代を先取りした商品であったが、デザインで人気を得ることは無く、携帯電話事業から撤退する。兄弟機種のDP-211SWは、携帯初の文字メッセージサービス（旧・スカイウォーカー、現・スカイメール）対応機種である。

### パソコン
1983年（昭和58年）、レーザーディスクと組み合わせ、画像をスーパーインポーズさせてゲームが楽しめるMSXパソコンを発売する。
1995年（平成7年）から1997年まで、Apple Computerからライセンスを受け、デスクトップ型のMacintosh互換機を開発・販売していたが、スティーブ・ジョブズ復帰によるAppleの戦略転換で、3機種を発売したのみで終わった。

## 主な商品

### 発売中・発売予定
（2022年5月現在）
- カーエレクトロニクス
  - カロッツェリア
- プロフェッショナルハイエンドオーディオ
  - TAD
- PC関連
  - パソコン用BDマルチドライブ（販売委託は株式会社エスティトレードが担当）
  - Stellanova（ステラノヴァ。パソコン、およびスマートフォン、タブレット用デスクトップマイクロオーディオシステム）

### かつて発売していたもの
- パソコン
  - MSX (Palcom)
    - 同社のレーザーディスクと接続可能だった。

  - Macintosh互換機
  - X68000
    - シャープからのOEM。
- パソコン周辺機器
  - CD-ROMドライブ
  - DVDドライブ
  - オーサリング用DVD-Rライター
- 携帯電話
  - DDIセルラーグループ、IDO向け（TACS方式）
    - モトローラからのOEM。

  - J-PHONE向け
    - J-PHONE向けに「全面液晶携帯」と称する機種を生産し、独自の使いやすさを追求した。
    - 初代モデル・DP-211SWは、カーオーディオのヘッドユニットに組み込み可能な構造など、独自の商品価値を確立していた。
    - 3回モデルチェンジするも、液晶はカラー化されなかった（全面液晶携帯の最終モデルは1999年発売のJ-PE02）。
- ラジカセ
  - マルチボーイ（1970年代末期）
  - ランナウェイ（1980年代初期 - 中期）
- 大型システムコンポ
  - プロジェクト（1970年代中期 - 1980年代初期）
  - オールディーズコンポ（1980年代初期）
- ミニコンポ
  - セルフィー
  - プライベート - 最末期はCD&LDコンパチブルプレイヤー付きミニコンポとして発売された。「プライベート」は2017年にデジタルオーディオプレイヤーのブランドとして復活している。
  - コレクション - 同社初の本格的なハイコンポで、後述するFILLの前身にあたるブランド
  - WAVE（詳細は別項を参照）
  - FILL
  - RMX
  - L+
  - FX
  - HAPPY TUNE
- ポータブルオーディオ
  - ポータブルヘッドフォンステレオ（ポータブルステレオカセットプレーヤー）「ターザン」 - 1980年代初期に発売された世界初の防水機能付きヘッドフォンステレオ
  - ポータブルMDレコーダー/プレーヤー（シャープからのOEM）
  - ポータブルCDプレーヤー「ループマスター」
- 家庭用8トラックカラオケ
  - カラオケ「真打ち」
- 業務用カラオケ
  - レーザーカラオケ
  - アルファビジョン（CD動画カラオケ）
  - 通信カラオケ「ビーマックス」シリーズ
- ハイバンド・ベータ対応ビデオカセットデッキ
  - HiVista（ソニーからOEM）
- テープデッキ
  - オープンデッキ
  - 8トラックデッキ
  - カセットデッキ
  - DATデッキ（据置型と可搬型が混在。詳細はパイオニアのDATレコーダーを参照）
- MDデッキ
- CDレコーダー
- 液晶テレビ
  - Pure Vision（2002年、シャープのOEMで参入。PDL-30HDの1機種のみで撤退。）
  - KURO LCD TV（2007年（平成19年）にシャープと業務提携が発表された際、液晶テレビ再参入がアナウンスされ、2008年に欧州向けモデルとして「KURO」ブランドで3サイズ導入（シャープ・AQUOSのOEM受給）。この液晶テレビは、日本で発売されないまま撤退。）
- プラズマディスプレイ
  - Pure Vision（ピュアビジョン） →　2007年（平成19年）8月に、後述の「KURO」にブランド名変更。
  - KURO（2009年（平成21年）4月に生産終了。同時にディスプレイ事業から撤退）
- プロジェクションテレビ
- プロジェクター
  - KURO PROJECTOR（2008年に海外向けモデルとして発売（日本ビクター製D-ILAプロジェクターのOEM受給）。日本で発売されないまま、1機種のみで撤退。）
- レーザーディスク
- レーザーアクティブ
- DVDレコーダー
  - スグレコ
  - たっぷり録り
  - 最末期はシャープからOEM受給（シャープ機と異なり、光学ドライブ部のみ自社オリジナルの光学ドライブが搭載されている）。
- BDレコーダー
  - 2008年（平成20年）10月に新規参入。シャープからOEM受給（シャープ機と異なり、光学ドライブ部のみ自社オリジナルの光学ドライブが搭載されている）。2機種のみで撤退。
- パーソナル無線
- 脳力開発機「リラクティブ」
- ボディソニック（体感音響システム）
- サイクルスポーツ事業
  - サイクルコンピューターやペダリングモニターなどロードバイク用のパーツ。経営合理化のため2020年にシマノへ譲渡された。

#### オンキヨーグループ取り扱いのパイオニアブランドの製品
以下は2022年5月13日までオンキヨーホームエンターテイメントが取り扱ったパイオニアブランドの製品。
- DVD・BDプレーヤー（DVD-Vido、BD、音楽用CD、DVD-Audio、SACDが再生可能なごく一部のユニバーサルディスクプレーヤー含む）
- AVアンプを含むホームシアターシステム
- ポータブルタイプを含むヘッドホンアンプ内蔵型USB-DAC
- 家庭用電話
- 単品ピュアオーディオ各種（ピュアオーディオ用アンプ、CD/SACDプレーヤー、ネットワークオーディオプレーヤー、スピーカーシステムなど）
- 高級ミニコンポ（プレミアムミニコンポ・ハイコンポ）各種（一部のCDレシーバー XC-HMシリーズ、一部の小型スピーカーシステムS-HMシリーズなど）
- ゼネラルオーディオ各種（一部の低価格帯ミニコンポ X-CMシリーズ、X-EMシリーズなど）
- デジタルオーディオプレーヤー（Privateシリーズ）
- 一般住宅用シーリング（ビルトイン）オーディオ
  - ACCO*（アッコ）

## 国内グループ会社
- インクリメントP株式会社
- グローバル・サーベイ株式会社
- テーピーエス株式会社
- 株式会社テクニカルオーディオデバイセズラボラトリー
- 株式会社テック・エキスパーツ
- 東北パイオニア株式会社
- パイオテック株式会社
- パイオニアウェルフェアサービス株式会社
- パイオニアOLEDライティングデバイス株式会社
- パイオニアサービスネットワーク株式会社
- パイオニアシステムテクノロジー株式会社
- パイオニア販売株式会社
- パイオニアファインテック株式会社
- パイオニア・マイクロ・テクノロジー株式会社
- 最上電機株式会社

## ブランドスローガン
- 「ステレオのパイオニア」（1958年 - 1964年）
- 「世界のステレオ」（1964年 - 1979年）
- 「音と光の未来をひらく」（1982年 - 1998年）
- 「PIONEER AIR -未体験しかつくらない-」（1994年 - 1998年）
- 「sound.vision.soul」（2001年 - 2008年）

## 提供番組
全て過去のもの、特記がないものは日本テレビ系列で放送。
- 一社提供
  - Pioneerステレオ音楽館（1979年 - 1980年頃、テレビ東京)
  - 金曜娯楽館 - 1980年4月 - 9月までの間
  - 今夜は最高! - 1981年4月4日 - 1982年4月3日（この間中断）、1982年9月4日 - 1989年10月7日
  - 日曜はダメ!! - 上記「今夜は最高!」の中断期間中放送
  - 爆風スランプのお店
  - 夜も一生けんめい。 - 後期は同社を筆頭とした複数社提供
- 複数社提供
  - THE夜もヒッパレ - ※番組開始から提供、末期は降板。
  - 金曜ロードショー - 2003年 - 2004年ごろ
  - フジテレビ・関西テレビ共同制作報道番組枠 
    - 情報ライブ EZ!TV→スタ☆メン→新報道プレミアA→サキヨミLIVE→情報エンタメLIVE ジャーナる!→Mr.サンデー - ※途中降板

  - 新堂本兄弟（フジテレビ）
  - F1グランプリ（フジテレビ）
  - カーグラフィックTV（テレビ朝日）
- ラジオ
  - TOKIO HOT 100（J-WAVE） - 放送開始当初
  - ランナウェイ!サウンドレポート（ニッポン放送）
  - 武田久美子 パイオニア・サウンド・ハイスクール（ニッポン放送）
  - PIONEER AIR REMIX 22（TOKYO FM・JFN系全国ネット） - 1994年 - 1995年頃

## 広告

### モータースポーツ関連
- ダカール・ラリー - 1988年から1991年までの4年間、冠スポンサーを務めた。
- F1・スクーデリア・フェラーリ - 1991年 - 1997年までスポンサー参加。カーナビゲーションの広告に当時在籍していたジャン・アレジを起用。イタリア・グランプリの冠スポンサーも務めた。
- ラリージャパン - 2008年より冠スポンサーを務める。

### その他
- 後楽園球場 - 1970年代〜80年代にスコアボードのスポンサーを務めていた。
- 東京ドーム - 1988年 - 2008年まで看板広告のスポンサーだった。2023年7月に開催される「オールドサマーシリーズ」ではビジョンスポンサーとして協賛し、同期間中はメインビジョンがかつて後楽園球場で掲示していた電光掲示板スタイルになり、スコアボードの両端に掲示していた「パイオニア」ロゴを復活させる[52]。

## テレビ番組
- 日経スペシャル ガイアの夜明け カーナビの未来地図（2005年2月1日、テレビ東京）[53]。